# Pańczyszyny (przystanek kolejowy)
Pańczyszyny (ukr. Панчишини, ros. Панчишины) – przystanek kolejowy w miejscowości Pańczyszyny, w rejonie lwowskim, w obwodzie lwowskim, na Ukrainie. Leży na linii Lwów – Rawa Ruska – Hrebenne.